# Знову і знову
«Знову і знову» (англ. Time and Again) — науково-фантастичний роман Кліффорда Сімака, вперше виходив частинами у журналі «Galaxy Science Fiction» у жовтні, листопаді, грудні 1950 року під назвою «Кар'єр часу» (англ. Time Quarry). Одного разу (1951 року) вийшов під назвою «Спочатку він помер» (англ. «First He Died»).

## Місце і час дії
В основному події розгортаються на Землі, згадуються також «мисливський астероїд» в поясі астероїдів Сонячної системи і планета Доль в системі зірки 61 Лебедя, населена «симбіотичними абстракціями».
Основний час — 7765 рік. Десять років (з 4 липня 1977 року по 12 липня 1987 року) Саттон прожив на сільській фермі біля міста Бріджпорт, штат Вісконсин.
Людство, відкривши дорогу до зірок, розселилося по всій Галактиці. Інопланетяни згадуються, але не описуються. Щоб контролювати величезну Галактику, доводиться тримати потужний бюрократичний апарат. Людей для цього бракує. Найчастіше одна людина з дюжиною андроїдів і півсотнею роботів управляє цілою зоряною системою.
Андроїди повністю схожі на людей, так само потребують їжі, сну, але з'являються на світ в хімічних лабораторіях. Вони стерильні — не здатні давати потомства. У лабораторії андроїду на лоб ставиться татуювання — його серійний номер.
Роботи, хоча і володіють інтелектом, подібним людському і можуть збирати з деталей інших роботів, є машинами.
Залежне становище андроїдів викликає в суспільстві певну соціальну напругу. Андроїди, разом з  роботами, що приєдналися до них, борються за рівноправність. Для цього вони щосили шпигують за людьми. Крім того, вони створили «Колиску» — таємне місце, де можуть виробляти андроїдів без клейма на лобі. Деякі люди викрадаються, а їх місця займають андроїди.
Повернення Ашера Саттона з системи 61 Лебедя з ідеєю Долі викликало загальногалактичну кризу. Ця ідея вразила суспільство до самих основ. Світ розколовся на три фракції:
1. Фундаменталісти. Здебільшого це андроїди і роботи. Вони хочуть, щоб Саттон написав книгу, де викладені його ідеї.
2. Ревізіоністи. Люди, які розуміють, що ідеї Саттона в чистому вигляді небезпечні, і можуть вивести андроїдів і роботів з-під контролю. Ревізіоністи докладають зусиль, щоб спотворити ці ідеї. Їх прагнення виражаються гаслом «Галактика, а згодом і весь Всесвіт — тільки для людей».
3. Ортодокси. Ці люди вважають, що Саттон і всі носії ідей Саттона повинні бути знищені.

Книга, написана Саттоном, викликала справжню галактичну війну, яка йде не тільки в космосі, зі стріляниною і жертвами, але і в часі. Численні емісари від трьох фракцій засилаються в минуле, щоб змінити його. Шпигуни в часі роблять все, щоб їх фракція отримала найбільшу вигоду, одночасно намагаючись нейтралізувати противників. Під час подорожей в часі Саттону в руки потрапило два примірники його книги, яку він ще повинен написати. Один екземпляр був виданий фундаменталістами, інший — ревізіоністами.

## Сюжет
Ашер Саттон повертається на Землю з системи зірки «61 Лебедя». Його зореліт — справжній мотлох, що просто не може літати: двигун відірваний, корпус деформований, частина обшивки відсутня, ілюмінатори розбиті. На кораблі немає ні їжі, ні повітря, ні палива. Сам Саттон згадує, що треба дихати, вже стоячи на Землі. Йому ще належить навчитися володіти всім тим, чим його обдарували на «61 Лебедя» — живленням від променевої енергії, телепатією і вмінням вбивати силою думки.
Саттон одразу стає об'єктом полювання для трьох фракцій, спочатку не підозрюючи про це. Його досліджують, за ним стежать, він, нібито випадково, знайомиться з миловидною рудоволосою дівчиною. Його викликають на дуель, везуть на «мисливський астероїд». Він відчуває небезпеку. Його підозри перетворюються на впевненість, коли на його очах в болото падає космічний корабель з вмираючим пілотом. Той впізнає Саттона і показує йому якийсь знак. Серед речей пораненого виявився друкуваний примірник майбутньої книги Саттона, яку він тільки задумав, але ще не сідав писати!
Саттону в руки потрапляє сімейний архів, збережений для нього сімейним роботом Бастером. В архіві лист 1987 року, який його предок Джон Х. Саттон надіслав самому собі. У листі описується дивний випадок з появою нізвідки якоїсь машини. З машини вийшов чоловік, який спритно розпитав Джона Х. Саттона про всі сімейні секрети сім'ї Саттон. Ашер розуміє, що став предметом дослідження. Він вирушає у 1977 рік, щоб самому поговорити зі шпигуном в часі. Однак той виявляється спритнішими, і оглушивши Саттона, залишає його на Землі 1977 року, де йому довелося прожити десять років під ім'ям Вільяма Джоунза.
Після десятирічного пасторального "відпочинку" Саттон знову вступає в контакт як з представниками фундаменталістів, так і з представниками ревізіоністів. Він приймає рішення віддати свій дар телепатії андроїдам, щоб відновити рівновагу і соціальну рівність. В очах людей він навіки заслужив статус зрадника.
В кінці Саттон вирушає на далеку планету Тауер писати свою книгу. Єва Армор залишається на Землі. У журнальному варіанті Єва вирушає разом з ним.

## Дійові особи
Ашер Саттон — працівник Бюро по зв'язках з іншими цивілізаціями (розвідки). Був посланий на «61 Лебедя» з метою перевірити існування загрози для Землі. Єдина людина, якого пропустив екран навколо системи «61 Лебедя». Загинув при посадці. Воскрешений лебедіанцями, отримав від них в дар безліч невластивих людині умінь: телекінез, телепатію, здатність воскресати, живитись енергією випромінювання. Носить в своїй свідомості свою Долю, абстрактного симбіота, якого називає Джоні.
Крістофер Адамс — безпосередній начальник Саттона, керівник відділу Галактичних розслідувань Бюро. Був переконаний емісарами з майбутнього в необхідності вбити Саттона.
Тревор — очільник корпорації, що управляє Галактикою, ватажок фракції ревізіоністів. Він намагався нав'язати Саттону ідею «Галактика (а потім і весь Всесвіт) — тільки для людей».
Морган — представник фракції ортодоксів. Нацькував на Саттона дуелянта Джофрі Бентона. Саттону і андроїдам довелося вбити кількох функціонерів Моргана. Називає себе "наступником" Адамса.
Геркімер — андроїд, майно Джофрі Бентона. Після дуелі перейшов у власність Саттона разом з космічним кораблем і «мисливським астероїдом». Керівник підпілля андроїдів і організатор усіх подій, що спонукали Саттона написати книгу.
Єва Армор — висока рудоволоса дівчина-андроїд. Народжена в «Колисці». Видає себе за людину, виховану андроїдами. Слідує за Саттоном, його коханка.
Майклсон — винахідник машини часу, яке відбулося через 20 років після повернення Саттона. Його винахід представники всіх фракцій широко використовували для війни в часі.
Джофрі Бентон — вельми багата і цілеспрямована людина. Відомий дуелянт, убив під час поєдинків 16 осіб. Викликав на дуель Ашера Саттона, був убитий. Саме на цій дуелі Саттон зрозумів, що може вбити людину силою думки.
Джон Х. Саттон — власник маєтку, де Ашер Саттон прожив 10 років під ім'ям Вільяма Джоунза. За освітою юрист, але не знайшов себе в юриспруденції, зайнявся сільським господарством. Його лист до самого себе, з описом подій десятирічної давності є віссю, навколо якого закручено все події. Насправді лист було призначено для Ашера Саттона.
Веллінгтон — адвокат. Андроїд. Передав Саттону стару скриню з сімейним архівом, збереженим Бастером.
Бастер — старий сімейний робот сім'ї Саттон. Прослужив сім'ї понад тисячу років. Коли Саттон полетів на «61 Лебедя», оновив своє тіло, купив зореліт і направився освоювати віддалену планету в системі Тауер. Ашер вирішив, що робот, злякавшись чогось, втік. Насправді Бастер, спонукуваний андроїдами, вирушив готувати для Саттона притулок, де той зможе написати свою книгу.
Гораціо Рейвен — доктор богослов'я і порівняльної релігії. Його курс Ашер Саттон закінчив перед тим, як вступити на службу до Відділу Галактичних розслідувань.